# Penguin History of Britain
Die Penguin History of Britain erschien 1996 bis 2018 in neun Bänden bei Penguin Books, herausgegeben von David Cannadine. Sie wandte sich an eine breitere Öffentlichkeit.
Der Vorläufer war die Pelican History of England, die von G. M. Trevelyan herausgegeben bei Pelican Books 1950 bis 1965 erschien. Die Penguin History sollte diese ersetzen.

## Pelican History of England
- Ian Richmond: Roman Britain, 1955
- Dorothy Whitelock: The Beginnings of English Society, 1952
- Doris Mary Stenton: English Society in the Early Middle Ages, 1951
- A. R. Myers:  England in the Late Middle Ages, 1952
- Stanley Bindoff: Tudor England, 1950
- Maurice Ashley:  England in the Seventeenth Century, 1952
- John H. Plumb: England in the Eighteenth Century, 1950
- David Thomson: England in the Nineteenth Century, 1950
- David Thomson: England in the Twentieth Century, 1965

## Penguin History of Britain
- David Mattingly: An Imperial Possession: Britain in the Roman Empire, 54 BC–AD 409, 2006
- Robin Fleming:  Britain After Rome: The Fall and Rise, 400 to 1070, 2010
- David Carpenter: The Struggle for Mastery: Britain, 1066–1284, 2003
- Miri Rubin: The Hollow Crown: A History of Britain in the Late Middle Ages, 2005
- Susan Brigden: New Worlds, Lost Worlds: The Rule of the Tudors, 1485–1603, 2000
- Mark Kishlansky: A Monarchy Transformed: Britain, 1603–1714, 1996
- Linda Colley: A Wealth of Nations? Britain, 1707–1815, 2017
- David Cannadine: Victorious Century: The United Kingdom, 1800–1906, 2018
- Peter Clarke: Hope and Glory: Britain 1900–1990, 1996, in späteren Auflagen bis zum Jahr 2000 bzw. 2002 geführt